# ماك أو إس إكس سيرفر
ماك أو إس إكس سيرفر هو نظام تشغيل خوادم يونكس  من شركة أبل. ويتطابق إصدار الخادم Mac OS X بنيويًا مع سطح المكتب نظيره، باستثناء أنه يشتمل على أدوات برامج لتنظيم وإدارة مجموعات العمل. وتوفر هذه الأدوات وصولاً مبسطًا إلى خدمات الشبكة الرئيسية، وتشمل خوادم وكيل نقل بريد وAFP وSMB، وخادم LDAP، وخادم اسم المجال، وأخرى. كما تشمل أيضًا (بالأخص في الإصدارات اللاحقة) العديد من الخدمات والأدوات الإضافية لإدارتها، مثل خادم الويب وخادم wiki وخادم المحادثة وخادم التقويم وعدة خوادم أخرى.
ماك أو إس إكس سيرفر هو نظام التشغيل لأجهزة كمبيوتر Xserve، أجهزة الكمبيوتر الخادم المثبتة على حامل والتي تصممها Apple. كما أنه يكون مثبت مسبقًا بشكل اختياري على أجهزة Mac mini وMac Pro ويُباع بشكل منفصل لاستخدامه على أي كمبيوتر Macintosh يفي بالحد الأدنى من متطلباته.
أعلنت شركة Apple أنه بداية من نظام OS X 10.7 (Lion)، سيتم تحزيم OS X Server بنظام التشغيل ولن يتم تسويقه كمنتج منفصل.

## نظرة عامة
ماك أو إس إكس سيرفر هو نظام تشغيل خوادم يتيح للمؤسسات التعاون والاتصال ومشاركة المعلومات. وهو يستند إلى أساس مفتوح المصدر يسمى Darwin ويستخدم المعايير والبروتوكولات المفتوحة في المجال.
يشتمل نظام ماك أو إس إكس سيرفر على خدمات وتطبيقات لمشاركة الملفات ومشاركة معلومات الاتصال والتقاويم وجدولة الأحداث وإرسال رسائل فورية آمنة وعقد مؤتمرات الفيديو المباشرة وإرسال البريد الإلكتروني واستلامه والمساهمة في صفحات wiki والتعليق فيها ونشر المدونات على مستوى الشركات وإنتاج ملفات البث الصوتي وتوزيعها وإعداد مواقع الويب.

## الإصدارات

### ماك أو إس إكس سيرفر 1.0 (Rhapsody)
الإصدار الأول من Mac OS X كان ماك أو إس إكس سيرفر 1.0. كانت الإصدارات ماك أو إس إكس سيرفر 1.0 - 1.2v3 تستند إلى الإصدار Rhapsody، وهو هجين من مواصفة OPENSTEP من كمبيوتر NeXT ونظام Mac OS 8.5.1. وقد بدت واجهة المستخدم الرسومية (GUI) كخليط من المظهر البلاتيني لنظام Mac OS 8 مع الواجهة المستندة إلى كمبيوتر NeXT لمواصفة OPENSTEP. وقد كان يشتمل على طبقة وقت تشغيل يُطلق عليها المربع الأزرق (Blue Box) لتشغيل التطبيقات القديمة المستندة إلى نظام تشغيل Mac داخل إطار منفصل. وقد كانت هناك مناقشة لتنفيذ «مربع أزرق شفاف» والذي كان سيمزج تطبيقات Mac OS مع تلك المكتوبة لبيئة المربع الأصفر (Yellow Box) الخاصة بنظام Rhapsody، ولكن هذا لم يحدث حتى بيئة Classic الخاصة بنظام Mac OS X. وتم تضمين بروتوكول Apple File Services وبرنامج Macintosh Manager وبرنامج QuickTime Streaming Server وتقنية WebObjects وتقنية NetBoot مع الإصدارات ماك أو إس إكس سيرفر 1.0 - 1.2v3

### ماك أو إس إكس سيرفر 10.0 (Cheetah Server)
تاريخ الإصدار: 21 مارس 2001
اشتمل نظام ماك أو إس إكس سيرفر 10.0 على واجهة المستخدم Aqua الجديدة وبرنامج أباتشي ولغة البرمجة النصية بي إتش بي PHP ونظام ماي إس كيو إل MySQL وتقنية Tomcat ودعم WebDAV وبرنامج Macintosh Manager وتقنية NetBoot.

### ماك أو إس إكس سيرفر 10.1 (Puma Server)
تاريخ الإصدار: 25 سبتمبر 2001

### ماك أو إس إكس سيرفر 10.2 (Jaguar Server)
تاريخ الإصدار: 23 أغسطس 2002
يشتمل إصدار نظام 10.2 ماك أو إس إكس سيرفر على إدارة مستخدمين وملفات محدثة في الدليل المفتوح Open Directory، والتي تستند مع هذا الإصدار على بروتوكول LDAP، ما أدى إلى البدء في تجاهل بنية NetInfo التي أنشأتها NeXT. وقد حسّنت واجهة Workgroup Manager الجديدة من التكوين إلى حد كبير. وقد قبل الإصدار أيضًا التحديثات المهمة لتقنية NetBoot وNetInstall. وتتوفر العديد من خدمات الشبكات الشائعة مثل بروتوكول NTP وSNMP وخادم الويب (Apache) وخادم البريد (Postfix وCyrus) وبروتوكول LDAP (OpenLDAP) وبروتوكول AFP وخادم الطباعة. وتضمين الإصدار الثالث من برنامج Samba يسمح بتكامل محكم مع عملاء وخوادم Windows. الإصدارات MySQL v4.0.16 وPHP v4.3.7 متضمنة أيضًا.

### ماك أو إس إكس سيرفر 10.3 (Panther Server)
تاريخ الإصدار: 24 أكتوبر 2003
يشتمل إصدار نظام 10.3 ماك أو إس إكس سيرفر على إدارة مستخدمين وملفات محدثة في الدليل المفتوح Open Directory، والتي تستند مع هذا الإصدار على بروتوكول LDAP، ما أدى إلى البدء في تجاهل بنية NetInfo التي أنشأتها NeXT. وقد حسّنت واجهة Workgroup Manager الجديدة من التكوين إلى حد كبير. وتتوفر العديد من خدمات الشبكات الشائعة مثل بروتوكول NTP وSNMP وخادم الويب (Apache) وخادم البريد (Postfix وCyrus) وبروتوكول LDAP (OpenLDAP) وبروتوكول AFP وخادم الطباعة. وتضمين الإصدار الثالث من برنامج Samba يسمح بتكامل محكم مع عملاء وخوادم Windows. الإصدارات MySQL v4.0.16 وPHP v4.3.7 متضمنة أيضًا.

### ماك أو إس إكس سيرفر 10.4 (Tiger Server)
تاريخ الإصدار: 29 أبريل 2005
يضيف الإصدار 10.4 دعم للتطبيقات من نظام 64 بت وقوائم التحكم في الوصول وبرنامج Xgrid وتجميع الروابط وتصفية رسائل البريد الإلكتروني العشوائية (SpamAssassin) واكتشاف الفيروسات (ClamAV) ومساعد إعداد العبارة (Gateway Setup Assistant) وخوادم أداة تحديث البرامج (Software Update) والمكون iChat Server الذي يستخدم بروتوكول XMPP،  والتطبيق Boot Camp Assistant ولوحة المعلومات والمدونات
في 10 أغسطس 2006 أعلنت Apple أول إصدار Universal Binary لنظام ماك أو إس إكس سيرفر، الإصدار 10.4.7، حيث يدعم كل من المعالجين PowerPC وIntel. وفي نفس الوقت أعلنت Apple إصدار نظامي Mac Pro وXserve المستندين إلى تقنية Intel.

### ماك أو إس إكس سيرفر 10.5 (Leopard Server)
نظام Mac OS X Leopard Server يُشغّل أدوات إدارة الخادم Server Admin على سطح المكتب.
تاريخ الإصدار: October 26, 2007
الميزات
- بساطة الإعداد. يوجهك برنامج Server Assistant المعاد تصميمه خلال عملية تكوين تطبيقات الخادم الرئيسية وإعدادات الشبكات وحسابات المستخدمين. وبعد اكتمال الإعداد، يتيح لك تطبيق Server Preferences الجديد إدارة الخدمات الرئيسية. وتوفر أداة Server Status Dashboard الجديدة معلومات سريعة عن حالة الخدمات وحالة مساحة القرص واستخدام وحدة المعالجة المركزية.
- Podcast Producer. حل متطور لإنشاء ملفات بث صوتي بجودة احترافية فهو مثالي للتدريب على المنتجات والعروض التقديمية للمبيعات والمحاضرات الجامعية وتحديثات مهارات الموظفين. ومع تطبيق Podcast Capture في نظام Mac OS X 10.5 Leopard، يستطيع المستخدمون تسجيل الصوت والفيديو أو تسجيل الأنشطة التي تحدث على الشاشة أو إرسال محتوى QuickTime الموجود إلى الخادم. وبعد اكتمال تحميل المحتوى، يقوم Podcast Producer في نظام Leopard Server تلقائيًا بنشره بتنسيقات محسنة لتشغيله على أي جهاز تقريبًا، من فيديو عالي الجودة إلى جهاز آي باد iPod أو آي فون iPhone أو أبل تي في Apple TV.
- ميزة Wiki Server مع Leopard Server يستطيع المستخدمون إنشاء صفحات ويب تعاونية، يُطلق عليها صفحات wiki، مجهزة بتقويم مجموعة ومدونة وأرشيف قوائم بريدية. ومع خادم wiki يستطيع الأعضاء إنشاء إدخالات مدونة، ووضع علامات وإشارات مرجعية للمواد، وتحميل الملفات والصور وإضافة تعليقات وتنفيذ عمليات بحث بالكلمات الأساسية. ويحتفظ خادم wiki بالسجل الكامل، حيث يمكنك دائمًا العودة إلى أي إصدار سابق لأي صفحة.
- iCal Server. يشتمل Leopard Server على نظام أساسي للتقويم يجعل من السهل على الأشخاص والمجموعات مشاركة التقاويم وتنسيق الأحداث وجدولة الاجتماعات وحجز الموارد. وقد كان iCal Server أول خادم تقويم تجاري لدعم معيار CalDAV المفتوح.
- Spotlight Server. مصمم لمجموعات العمل ذات المستندات والمشروعات وأرشيفات الملفات المشتركة. وهو يعمل مع عملاء Mac OS X Leopard للبحث في المحتوى المُخزَّن على وحدات التخزين المشتركة عبر الشبكة كلها. Spotlight Server works with the Quick Look and Cover Flow features in Leopard to scan though files—without needing to open them.
- تحسينات البنية الأساسية. مع إصدار Leopard Server، أصبح ماك أو إس إكس سيرفر الآن منتج Open Brand UNIX 03 مسجل متوافق مع المواصفات SUSv3 وPOSIX 1003.1 بخصوص واجهة C API والأدوات المساعدة Shell Utilities والتهديدات. ويستطيع نظام ماك أو إس إكس سيرفر أن يجمع ويُشغّل كل التعليمات البرمجية الموجودة المتوافقة مع معيار UNIX 03. Many services in Leopard Server—including Apache 2, MySQL 5, Postfix, Podcast Producer, and QuickTime Streaming Server—are 64-bit, able to take maximum advantage of the processing power and addressable memory of 64-bit system hardware. ويتوافق Leopard Server أيضًا مع أنظمة 32 بت، ويمكن تشغيل تطبيقات 32 بت و64 بت جنبًا إلى جنب، وكلاهما بنفس مستوى الأداء الأصلي.
- RADIUS Server. يشتمل نظام Leopard Server على مجموعة FreeRADIUS لمصادقة الشبكة. وهو يتضمن دعمًا لمحطات الوصول اللاسلكي، ومع ذلك يمكن تعديله إلى خادم FreeRADIUS كامل الوظائف.[4]
- إصدارات PHP وMySQL وApache وBIND:

|        | 10.5     | 10.5.1   | 10.5.2   | 10.5.3   | 10.5.4   | 10.5.5   | 10.5.6   | 10.5.7   | 10.5.8   | 10.5.8 2010-007 |
| ------ | -------- | -------- | -------- | -------- | -------- | -------- | -------- | -------- | -------- | --------------- |
| PHP    | 5.2.4    | 5.2.4    | 5.2.4    | 5.2.5    | 5.2.5    | 5.2.6    | 5.2.6    | 5.2.8    | 5.2.11   | 5.2.14          |
| MySQL  | 5.0.45   | 5.0.45   | 5.0.45   | 5.0.45   | 5.0.45   | 5.0.45   | 5.0.67   | 5.0.67   | 5.0.82   | 5.0.91          |
| Apache | 2.2.6    | 2.2.6    | 2.2.6    | 2.2.8    | 2.2.8    | 2.2.8    | 2.2.9    | 2.2.11   | 2.2.13   | 2.2.14          |
| BIND   | 9.4.1-P1 | 9.4.1-P1 | 9.4.1-P1 | 9.4.1-P1 | 9.4.2-P1 | 9.4.2-P2 | 9.4.2-P2 | 9.4.3-P1 | 9.4.2-P3 | 9.4.2-P3        |

### ماك أو إس إكس سيرفر 10.6 (Snow Leopard Server)
تاريخ الإصدار: August 28, 2009
يُباع Snow Leopard Server بسعر تجزئة 499 دولار ويشتمل على تراخيص عملاء غير محدودة.
الميزات الجديدة:
- نظام تشغيل 64 بت كامل. في الأنظمة المناسبة المزودة بذاكرة وصول عشوائي (RAM) سعة 4 جيجابايت أو أكثر، يستخدم نظام Snow Leopard Server وحدة kernel نظام 64 بت لمعالجة ذاكرة وصول عشوائي (RAM) بسعة نظرية تصل إلى 16 تيرابايت.[5]
- iCal Server 2 مع دعم CalDAV المُحسَّن، تطبيق تقويم ويب جديد، يقوم بالتمرير الفوري للإعلامات ويمكنه إرسال دعوات البريد الإلكتروني إلى غير مستخدمي iCal.
- يوفر Address Book Server (خادم دفتر العناوين) موقعًا مركزيًا للمستخدمين لتخزين جهات الاتصال الشخصية والوصول إليها عبر أنظمة Mac المتعددة وهواتف iPhone المتزامنة. استنادًا إلى معيار بروتوكول CardDAV.
- يتمتع Wiki Server 2، بميزة Quick Look من جانب الخادم، والقدرة على عرض محتوى صفحات wiki على أجهزة iPhone.
- محرك خادم بريد جديد يدعم التمرير الفوري للبريد الإلكتروني بحيث يتلقى المستخدمون وصولاً فوريًا للرسائل الجديدة. ومع ذلك، فإن تنفيذ Apple للتمرير الفوري للبريد الإلكتروني غير مدعوم لهواتف iPhone من Apple.
- ميزة Podcast Producer 2 مع دعم الفيديو ثنائي المصدر. وأيضًا يشتمل على تطبيق Podcast Composer جديد لأتمتة عملية الإنتاج، ما يساهم في تبسيط إنشاء ملفات البث الصوتي مع بشكل ومضمون مخصصين ومتسقين. ويقوم Podcast Composer بإنشاء سير عمل لإضافة عناوين ومقاطع انتقالية وتأثيرات، وللحفظ بالتنسيق المرغوب والمشاركة مع صفحات wiki أو المدونات أو تطبيق iTunes أو تطبيق iTunes U أو Final Cut Server أو Podcast Library.
- يتيح Mobile Access Server لمستخدمي iPhone وMac الوصول إلى خدمات الشبكة الآمنة، بما في ذلك مواقع ويب الشركات وتطبيقات العمل على الإنترنت والبريد الإلكتروني والتقاويم وجهات الاتصال. ومن دون الحاجة لطلب برنامج إضافي، يعمل Mobile Access Server كخادم وكيل عكسي ويوفر تشفير ومصادقة SSL بين جهاز iPhone أو Mac الخاص بالمستخدم وشبكة خاصة.
- إصدارات PHP وMySQL وApache وBIND:

|        | 10.6.0 | 10.6.1 | 10.6.2 | 10.6.3 | 10.6.4   | 10.6.5   | 10.6.6   | 10.6.7 |
| ------ | ------ | ------ | ------ | ------ | -------- | -------- | -------- | ------ |
| PHP    | ?      | ?      | ?      | ?      | 5.3.2    | 5.3.3    | 5.3.3    | ?      |
| MySQL  | ?      | ?      | ?      | ?      | 5.0.7    | 5.0.91   | 5.0.91   | ?      |
| Apache | ?      | ?      | ?      | ?      | 2.2.14   | 2.2.15   | 2.2.15   | ?      |
| BIND   | ?      | ?      | ?      | ?      | 9.6.0-P2 | 9.6.0-P2 | 9.6.0-P2 | ?      |

## أدوات إدارة الخادم
يأتي ماك أو إس إكس سيرفر مزودًا بمجموعة من أدوات التكوين التي يمكن تثبيتها على أجهزة Mac غير الخوادم أيضًا:
- Server Admin
- Server Preferences (تطبيق)
- Server Assistant
- Server Monitor
- System Image Utility
- Workgroup Manager
- Xgrid Admin

## متطلبات النظام
متطلبات نظام ماك أو إس إكس سيرفر 10.4 هي كما يلي:
|             | المتطلبات                                                          |
| ----------- | ------------------------------------------------------------------ |
| المعالج     | كمبيوتر Mac بمعالج Intel أو PowerPC G5 أو PowerPC G4 أو PowerPC G3 |
| الذاكرة     | ذاكرة RAM فعلية سعة 512 ميجابايت                                   |
| القرص الصلب | توافر مساحة 10 جيجابايت على القرص                                  |
| أخرى        | منفذ للبرنامج الثابت (FireWire)                                    |

متطلبات نظام ماك أو إس إكس سيرفر 10.5 هي كما يلي:
|             | المتطلبات                                                                        |
| ----------- | -------------------------------------------------------------------------------- |
| المعالج     | كمبيوتر Mac بمعالج Intel أو PowerPC G5 أو PowerPC G4 (سرعة 867 ميجاهرتز أو أسرع) |
| الذاكرة     | ذاكرة RAM فعلية سعة 1 جيجابايت                                                   |
| القرص الصلب | توفر مساحة 20 جيجابايت على القرص                                                 |

متطلبات نظام ماك أو إس إكس سيرفر 10.6 هي كما يلي:
|             | المتطلبات                                                       |
| ----------- | --------------------------------------------------------------- |
| المعالج     | معالج Intel، كمبيوتر سطح مكتب (MacBook/MacBook Pro غير مدعومان) |
| الذاكرة     | ذاكرة RAM فعلية سعة 2 جيجابايت                                  |
| القرص الصلب | توفر مساحة 10 جيجابايت على القرص                                |

## المواصفات الفنية
| خدمات الملفات والطباعة - Mac (البروتوكولات AFP، AppleTalk PAP، IPP) - Windows (البروتوكولات SMB/CIFS، IPP) - الأنظمة التي تشبه Unix (البروتوكولات NFS، LPR/LPD، IPP) - الإنترنت (البروتوكولات FTP، WebDAV) خدمات الدليل والمصادقة - الدليل المفتوح (OpenLDAP، Kerberos، SASL) - خدمات مجال NT (Samba 3) - جهاز التحكم في مجال النسخ الاحتياطي (BDC) - موصل دلائل LDAP - موصل Active Directory - ملفات تكوين BSD (/إلخ) - RADIUS خدمات البريد - بروتوكول SMTP (Postfix) - بروتوكول POP وIMAP (Dovecot) - تشفير SSL/TLS (OpenSSL) - القوائم البريدية (Mailman) - بريد الويب (SquirrelMail) - تصفية البريد غير الهام (SpamAssassin) - اكتشاف الفيروسات (ClamAV) التقويمات - iCal Server (CalDAV، iTIP، iMIP) الاستضافة على الويب - خادم الويب Apache (2.2 و1.3) - SSL/TLS (OpenSSL) - WebDAV - Perl (5.8.8)، PHP (5.2)، Ruby (1.8.6)، Rails (1.2.3) - MySQL 5 - Capistrano، Mongrel خدمات التعاون - Wiki Server (RSS) - iChat Server 2 (XMPP) خوادم التطبيقات - Apache Tomcat (6) - Java SE virtual machine - WebObjects Deployment (5.4) - Apache Axis (SOAP) تدفق الوسائط - QuickTime Streaming Server 6 - QuickTime Broadcaster 1.5 إدارة العملاء - Managed Preferences - NetBoot - NetInstall - خادم Software Update - الأدلة الرئيسية المحمولة شبكات التصال والشبكة الظاهرية الخاصة (VPN) - خادم DNS (BIND 9) - خادم DHCP - خادم NAT - خادم VPN (L2TP/IPSec، PPTP) - جدار الحماية (IPFW2) - NTP الحوسبة الموزعة - Xgrid 2 ميزات التوفر العالي - الاسترداد التلقائي - تسجيل يوميات نظام الملفات - تجاوز فشل بروتوكول الإنترنت - مصفوفة RAID البرمجية - Disk space monitor أنظمة الملفات - HFS+ (بدفتر يومية، حساس لحالة الأحرف، غير حساس لحالة الأحرف) - نظام FAT - NTFS (دعم الكتابة متوفر فقط على نظام Mac OS X Snow Leopard Server) - UFS (للقراءة فقط) الميزات المدارة - Server Assistant - Server Admin - Server Preferences - Server Status widget - Workgroup Manager - System Image Utility - Secure Shell (SSH2) - Server Monitor - RAID Utility - SNMPv3 (Net-SNMP) |

## اللغات
ماك أو إس إكس سيرفر متوفر باللغات التالية:
- العربية
- اليابانية
- الفرنسية
- الألمانية

## الموارد
- Mac OS X Server Documentation[8]
- Technology Briefs[9]
- Security Guides[10]

## وصلات خارجية
- Apple - Mac OS X Server
- Official feedback page
- Apple Developer - Mac OS X Server
- Apple Introduces Mac OS X Server - Apple press release
- Major Mac OS X Server v10.1 Update Now Available - Apple press release
- Apple Announces Mac OS X Server “Jaguar”, World’s Easiest-to-Manage UNIX-Based Server Software - Apple press release
- Apple Announces Mac OS X Server “Panther” - Apple press release
- Apple Announces Mac OS X Server “Tiger” - Apple press release
- Apple Announces New Mac OS X Server "Leopard" Features - Apple press release
- Apple Introduces Mac OS X Server Snow Leopard - Apple press release